# Takadanobaba
Pour les articles homonymes, voir Baba.
Takadanobaba (高田馬場) est un quartier de l'arrondissement de Shinjuku à Tōkyō, au Japon. Il s'articule principalement autour des deux rues Waseda-dôri et Meiji-dôri.
Le nom originel de ce quartier était Takatanobaba et des Edokko âgés le disent toujours. Les Edokko plus jeunes et ceux qui viennent de l'extérieur de Tokyo disent Takadanobaba. Le quartier est aussi connu sous le nom de Baba.
La communauté birmane en exil au Japon est basée à Baba. On trouve des restaurants, magasins, et des organisations qui travaillent avec les Birmans.
Baba est aussi un quartier des étudiants avec plusieurs bars et izakaya. L'université Waseda et l'université Gakushūin sont près de Baba.
Astro Boy de Osamu Tezuka y est né comme en témoigne la musique de l'arrêt Takadanobaba de la ligne Yamanote.

## Transport
- Gare de Takadanobaba : 
  - JR East : ligne Yamanote
  - Tokyo Metro : ligne Tōzai
  - Seibu : ligne Seibu Shinjuku